# Pindroch Csaba
Pindroch Csaba (Salgótarján, 1972. március 19. –) Jászai Mari-díjas magyar színművész.

## Életrajz
Az esztergomi Temesvári Pelbárt Ferences Gimnáziumban érettségizett 1990-ben. A Színház- és Filmművészeti Egyetemen szerezte színészi diplomáját, 1997-ben. Azután számtalan jelentős színházi alakítást nyújtva bizonyította tehetségét. Szerepei közül a két leghíresebb a Frankie és Johnny amiben a főszerepet kapta és utána A vágy villamosa című darab.
1997–2002 között a Budapesti Kamaraszínház tagja, majd 2002–2006 között a Vígszínház színésze volt.
2006–2011 között szabadúszó, majd a 2011–2012-es évadban ismét a Vígszínház tagja. 2012-2021 között a Thália Színház művésze volt. 2014-től a Veres 1 Színház előadásaiban is szerepelt.
2002-ben a Valami Amerika című vígjáték hozta meg neki az igazi hírnevet, amiben Várnai Tamás filmrendezőt alakította, a film folytatását 2008-ban mutatták be a mozik. A Kontrollban kapott még fontosabb szerepet, 2003-ban. Bélus szinkronhangját adta a Nyócker! című animációs filmben, majd a Koltai Róbert rendezte Megy a gőzös című 2007-es vígjátékában láthattuk, Sándorként. 2009-ben a Szíven szúrt ország című filmben kapott szerepet, a film Marian Cozma kézilabdás haláláról szól. Szabó Győzővel láthatjuk legtöbbet szerepelni, összesen tíz filmben játszanak együtt: Biztosítás, Az ötödik szoba, Valami Amerika, Szent Iván napja, Magyar vándor, Nyócker!, Megy a gőzös, Valami Amerika 2., Block-66 és Magic Boys, amiben Michael Madsen amerikai színész is szerepet kapott. 
2021-ben a Budapesten rendezett 52. Nemzetközi Eucharisztikus Kongresszus egyik hírnöke volt.
2022-től a Magyarország, szeretlek! című vetélkedő műsorvezetője.

## Szerepei

### Színpadi szerepei
| Év, hónap, nap       | Színház                                 | Cím                                    | Szerep                            | Színdarab író                            |
| -------------------- | --------------------------------------- | -------------------------------------- | --------------------------------- | ---------------------------------------- |
| 2024. január 26.     | Csokonai Nemzeti Színház                | Úrhatnám polgár                        | Jourdain                          | J. B. Molière – J. B. Lully              |
| 2011. december 9.    | Szegedi Nemzeti Színház                 | Hétköznapi őrületek                    | Petr                              | Petr Zelenka                             |
| 2011. augusztus      | Szegedi Szabadtéri Játékok              | Valahol Európában (musical)            | Tanító                            | Dés-Nemes-Böhm-Korcsmáros-Horváth        |
| 2010. április 9.     | Szegedi Nemzeti Színház                 | Liliom                                 | címszerep                         | Molnár Ferenc                            |
| 2008. november 29.   | Godot Dumaszínház                       | Életjáték (Lifegame)                   | Szereplő                          |                                          |
| 2008. november 7.    | Karinthy Színház                        | Tanner John házassága (A Don Juan kód) | Tanner John szocialista milliomos | G. B. Shaw                               |
| 2008. április 5.     | Vígszínház                              | Figaro házassága avagy Egy bolond nap  | Bazilio, a grófné zenetanára      | Pierre-Augustin Caron de Beaumarchais    |
| 2008. január 9.      | Karinthy Színház                        | Dominó                                 | Dominique, (Dominó)               | Marcel Achard                            |
| 2007. november 23.   | Centrál színház                         | A dzsungel könyve                      | Buldeó                            | Dés László-Geszti Péter-Békés Pál        |
| 2007. szeptember 22. | Vígszínház                              | Minden jó, ha vége jó                  | Parolles                          | William Shakespeare                      |
| 2007. július 27.     | Szegedi Szabadtéri Játékok              | Marica grófnő                          | Kudelka, Cecília inasa            | Kálmán Imre                              |
| 2007. március 18.    | Vígszínház                              | Cseresznyéskert                        | Lopahin, Jermolaj Alexejevics     | Anton Pavlovics Csehov                   |
| 2006. október 7.     | Pesti Színház                           | Az ünnep                               | Michael                           | Thomas Vinterberg Mogens Rukov Bo Hansen |
| 2006. március 25.    | Vígszínház                              | A kertész kutyája                      | Fabio, főkomornyik                | Lope de Vega                             |
| 2006. január 21.     | Pesti Színház                           | Lila ákác                              | Zsüzsü, balettmester              | Szép Ernő                                |
| 2005. március 18.    | Vígszínház                              | A kávéház                              | Leandro                           | Carlo Goldoni                            |
| 2004. december 17.   | Vígszínház                              | Pisti a vérzivatarban                  | Kimért                            | Örkény István                            |
| 2004. október 9.     | Vígszínház                              | Tévedések vígjátéka                    | Szirakúzai Antipholus             | William Shakespeare                      |
| 2004. október 9.     | Vígszínház                              | Tévedések vígjátéka                    | Efezusi Antipholus                | William Shakespeare                      |
| 2004. április 8.     | Vígszínház                              | A revizor                              | Pjotr Ivanovics Dobcsinszkij      | Nyikolaj Vasziljevics Gogol              |
| 2003. október 3.     | Vígszínház Házi Színpad                 | Zűrzavaros éjszaka                     | Rica                              | Ion Luca Caragiale                       |
| 2003. február 1.     | Pesti Színház                           | Godot-ra várva                         | Lucky                             | Samuel Beckett                           |
| 2002. október 31.    | Vígszínház                              | Legenda a lóról                        | Vászka, Pincér a lóversenyen      | Lev Tolsztoj                             |
| 2002. március 23.    | Budapesti Kamaraszínház Shure Stúdió    | Komédiások                             | Mick Connor                       | Trevor Griffiths                         |
| 2001. december 22.   | Budapesti Kamaraszínház Shure Stúdió    | Titus Andronicus                       | Lucius                            | William Shakespeare                      |
| 2001. szeptember 15. | Budapesti Kamaraszínház Tivoli          | Frederick                              | Lintiche                          | Eric-Emmanuel Schmitt                    |
| 2001. március 3.     | Budapesti Kamaraszínház Shure Stúdió    | Frankie és Johnny                      | Johnny                            | Terence McNally                          |
| 2000. október 13.    | Budapesti Kamaraszínház Tivoli          | Az ügynök halála                       | Bernard                           | Arthur Miller                            |
| 2000. április 28.    | Budapesti Kamaraszínház Tivoli          | Figaro házassága                       | Don Gusmi de Gusman, bíró         | Pierre-Augustin Caron de Beaumarchais    |
| 2000. március 18.    | Budapesti Kamaraszínház Ericsson Stúdió | Anyánk napja                           | Harold                            | David Storey                             |
| 1999. december 2.    | Budapesti Kamaraszínház Tivoli          | A vágy villamosa                       | Mitch                             | Tennessee Williams                       |

### Filmszerepei
| Év        | Cím                                    | Szerep                  |
| --------- | -------------------------------------- | ----------------------- |
| 2023–2024 | Hazatalálsz                            | Zsigmond                |
| 2023      | A helység kalapácsa                    | Fejenagy                |
| 2022      | Magunk maradtunk                       |                         |
| 2022      | Az énekesnő                            | Sebes                   |
| 2021      | El a kezekkel a Papámtól!              | Dr. Szilágyi            |
| 2021      | Ecc-Pecc                               | Majoros Bálint          |
| 2020      | Tékasztorik 2.                         | Jaroslav                |
| 2019      | Házasságtörés                          | Füredi                  |
| 2018      | Valami Amerika 3.                      | Várnai Tamás            |
| 2018      | A színésznő                            | színész                 |
| 2014–2015 | Fapad                                  | Nánási Péter, pilóta    |
| 2014      | Munkaügyek                             | önmaga                  |
| 2013      | A galamb papné                         | Pap Énók, lelkész       |
| 2012      | Az ajtó                                | szomszéd                |
| 2012      | Pillangó                               | Andris                  |
| 2012      | Hacktion: Újratöltve                   | Márk                    |
| 2011–2012 | Mindenből egy van                      | ellenőr                 |
| 2011      | T.Ú.K. - Tanár úr kérem!               | Müller Tamás/Olivecrona |
| 2010      | Magic Boys                             | Dávid                   |
| 2010      | Dobogó kövek                           | Ricsi                   |
| 2009      | Block-66                               | Tóbiás                  |
| 2009      | Szíven szúrt ország                    | Uros Vilovski           |
| 2009      | Tűzvonalban sorozat                    | Ilcsik Norbert százados |
| 2008      | Valami Amerika 2.                      | Várnai Tamás            |
| 2007      | Megy a gőzös                           | Sándor                  |
| 2007      | Noé bárkája                            | Szalma Géza             |
| 2006      | Mansfeld                               | Blaski                  |
| 2005      | Rokonok                                | Imike                   |
| 2005      | Fej vagy írás                          | ügynök                  |
| 2005      | Ég veled!                              | színész                 |
| 2004      | Nyócker!                               | Bélus (szinkronhang)    |
| 2004      | Magyar vándor                          | főbetyár                |
| 2004      | Montecarlo!                            | Osztrák férfi           |
| 2003      | Kontroll                               | Muki                    |
| 2003      | Libiomfi                               | színész a válogatáson   |
| 2003      | Szent Iván napja                       | László                  |
| 2002      | Hotel Szekszárdi sorozat               | Kornél                  |
| 2002      | Ébrenjárók                             | Anna bátyja             |
| 2002      | A Hídember                             | Szentkirályi Móric      |
| 2002      | Valami Amerika                         | Várnai Tamás            |
| 2002      | Az Ötödik Szoba rövidfilm              | férfi                   |
| 2002      | Lol                                    | Jorgosz                 |
| 2001      | Capitaly sorozat                       | színész                 |
| 2001      | VII. Olivér                            | Honore                  |
| 1998      | Harc az öböl felett (Tactical Assault) | katona                  |
| 1998      | Biztosítás                             | színész                 |

### Szinkronszerepei
| Év   | Cím                              | Eredeti cím                                   | Szerep               | Színész         |
| ---- | -------------------------------- | --------------------------------------------- | -------------------- | --------------- |
| 2008 | Macskák társasága                | Cat Union                                     | Elmeet úr            |                 |
| 2006 | 5×2 az 10 vagy mi a pék          | 5×2=10                                        | Steve, a bizonytalan |                 |
| 2003 | A Gyűrűk Ura: A király visszatér | The Lord of the Rings: The Return of the King | Ork                  |                 |
| 2000 | Vatel                            | Vatel                                         | Demaury              | Sébastien Davis |

## Családja
2006 óta nős. Felesége Verebes Linda (1980) színésznő. Gyermekeik: Mira (2008), Richárd (2014), Patrik (2015). Mór Andor(2022). Őrbottyánban él.

## Díjak
- Magyar Filmkritikusok Díja – Legjobb férfi epizódszereplő (2004)
- Madách-díj (2017)
- Jászai Mari-díj (2019)
- A Magyar Érdemrend lovagkeresztje (2024)

## Portré
- Ez itt a kérdés – Pindroch Csaba (2021)[6]